# Der Hirtensprung
Der Hirtensprung (auch Der Schäfersprung, französisch Le saut du berger) ist eine Novelle von Guy de Maupassant, die er erstmals unter dem Pseudonym Maufrigneuse am 9. März 1882 in Le Gil Blas veröffentlichte. Die Zweitveröffentlichung erfolgte 1899 in dem Erzählband Le Père Milon. Die Erzählung taucht leicht abgewandelt als Anekdote in dem Roman Une vie (deutsch Ein Leben) auf.

## Handlung
Der Erzähler hält sich an der Küste der Normandie zwischen Dieppe und Le Havre auf. Die Steilküste wird „Der Hirtensprung“ genannt. In dem kleinen Dorf, in dem der Erzähler abgestiegen ist, lebte einmal ein asketischer Pfarrer, der äußerst sexualitätsfeindlich eingestellt war. So tötete er eine gebärende Hündin in Anwesenheit mehrerer Bauernkinder. Eines Abends überraschte der Pfarrer ein Liebespaar in einem am Hang abgestellten Wagen. Er stieß den Wagen den Hirtensprung hinab. Die beiden Liebenden wurden im Abgrund zerschmettert. Doch ein Zöllner hatte den Mord beobachtet. Am folgenden Sonntag wurde der Pfarrer verhaftet und in der Folge zu Zwangsarbeit verurteilt.